# Rubén Blades
Rubén Blades Bellido de Luna (Panama-Stad, 16 juli 1948) is een Panamees zanger, songschrijver, acteur en activist. Zijn muziek bevindt zich in de genres salsa en latin jazz. Hij maakt naar eigen zeggen dansmuziek voor intellectuelen en is vooral in Spaanstalige landen populair.

## Biografie

### Jeugd
Blades (Spaanse uitspraak 'bla-des, maar officieel bleeds) is de zoon van de Cubaanse muzikante/actrice Anoland Diaz (Bellido de Luna) en de Colombiaanse sportman/percussionist Rubén Dario Blades sr. Zijn achternaam dankt hij aan zijn grootvader van vaders kant die ook Rubén Blades heette en afkomstig was van het Engelstalige eiland St. Lucia. Broer Robert kwam ook in de salsa terecht; zus Melanie daarentegen voelde zich te jong voor salsa en ambieerde liever een carrière als singer-songwriter.

### Van Panama naar New York
Blades kreeg op 14-jarige leeftijd een gitaar en liet zich als zanger beïnvloeden door Cheo Feliciano (1935-2014) met wie hij later bevriend zou raken. Vanaf z'n vijftiende trad hij op in bands en tijdens zijn rechtenstudie trok hij naar New York om zijn eerste album op te nemen; De Panama á Nueva York kwam in 1970 uit op Alegre Records maar werd geen succes. Blades keerde terug naar Panama om zijn studie af te maken. In 1974 ging Blades weer naar New York waar hij op de postkamer van het platenlabel Fania ging werken en songs schreef voor zijn solocarrière. 

### Samenwerking met Willie Colón
In 1975 werd Blades zanger in de band van congaspeler Ray Barretto en sloot hij zich aan bij de Fania All-Stars. Ook zong Blades een nummer op het album The Good, The Bad, The Ugly van de eveneens politiek bewuste trombonist Willie Colón. Deze samenwerking kreeg een vervolg op het album Metiendo Mano! dat in 1977 uitkwam. Blades verving in wezen Héctor Lavoe aan wie hij - met succes - zijn compositie El Cantante  (vernoemd naar diens bijnaam El cantante de los cantantes, oftewel zanger der zangers) afstond. 
Als opvolger van Metiendo Mano verscheen in 1978 Siembra dat met drie miljoen verkochte exemplaren het grootste succes op Fania werd en de bijnaam Sgt. Pepper/White Album van de salsa kreeg. Blades en Colón werkten ook mee aan elkaars solo-albums; respectievelijk Maestra Vida uit 1980, een tweeluik over een Latijns-Amerikaanse familie, en Fantasmas dat in 1981 uitkwam. Datzelfde jaar verscheen het derde duo-album Canciones del Solar de los Aburridos. 
Om hun samenwerking af te ronden leverden Blades en Colón de soundtrack voor de film The Last Fight waarin ze tevens hun acteerdebuut maakten; Blades speelde een zingende bokser die door een malafide promotor (Colón) werd gedwongen om het op te nemen tegen de wereldkampioen zwaargewicht. De film ging in 1983 in première maar werd geen succes; de waardering voor de soundtrack kwam pas later.

### Nieuwe wegen
Blades verliet Fania na een royaltyproces maar was het label nog enkele albums verschuldigd; vandaar dat Fania verzamelaars samenstelde met restopnamen van de zanger (veelal in remixuitvoering) waaronder zijn eigen versie van El Cantante. Blades distantieerde zich van deze albums en riep zijn fans op ze niet te kopen. 
Blades had ondertussen de band Seis del Solar opgericht en tekende een contract bij Elektra waarop hij in 1984 Buscando America uitbracht. Dit album, waarop Blades ook rock- en reggae-invloeden omarmde, leverde hem naamsbekendheid op buiten de salsascene alsmede een nominatie voor de Grammy Awards. Een soortgelijk thema werd aangekaart in de film Crossover Dreams uit 1985; Blades speelde hierin een salsazanger die een doorbraak bij het poppubliek probeerde te forceren. Datzelfde jaar verscheen ook het album Escenas waarvoor Blades een duet opnam met Linda Ronstadt (Silencios) en een vervolgnummer (Sorpresas) maakte op de hitsingle Pedro Navaja uit 1978. Dit nadat Fania een film produceerde over het leven en vermeend overlijden van de sluipmoordenaar.
In 1987 zong Blades mee op de single Bitter Fruit van Little Steven nadat hij was gevraagd als lid van de gelegenheidsformatie Artists United Against Apartheid waarmee hij het album Sun City en de gelijknamige single opnam.    
In 1988 verscheen Nothing But the Truth, een Engelstalig popalbum waarvoor o.a. Sting, Elvis Costello en Lou Reed de songs leverden. De pers had er weinig goeds over te zeggen, maar Blades liet er zich niet door uit het veld slaan; "Ik laat me niet beperken door m'n uiterlijk of afkomst; muziek is universeel en ik heb altijd al iets willen doen met Engelstalige muziek omdat het me meer mogelijkheden biedt dan Afro-Cubaanse ritmes".

### Terugkeer naar de salsa met vooruitgang
Toch keerde Blades terug naar de salsa; hij tekende een nieuw contract en veranderde de naam van zijn nu zevenkoppige band in Son del Solar. In 1994 deed Blades mee aan de Panamese presidentsverkiezingen, ondanks dat hij dan al twintig jaar in de VS woonde; het leverde hem slechts 18% van de stemmen op.      Ook Colón was bezig met het ontplooien van politieke activiteiten, en in 1995 kwam er na dertien jaar een nieuw duo-album uit.                     
Tras La Tormenta verschilde echter van de vier (erkende) voorgangers doordat Blades de zang deelde met Colón zonder hem te hebben ontmoet bij de opnamen en de hoesfotosessie. Wel gingen ze in 1998 samen op tournee waarbij ze op 20 juli een benefietconcert in Venezuela gaven.                       Na het zilveren jubileum van Siembra in 2003 raakte Blades met Colón gebrouilleerd, hetgeen resulteerde in een slepende rechtszaak wegens contractbreuk.
Tussen 2004 en 2009 zette Blades zijn zangcarrière op een laag pitje voor een baan als minister van toerisme in Panama. In 2011 werd hij onderscheiden voor zijn liefdadigheidswerk.
Blades was van 2015 tot en met 2023 te zien als het personage Daniel Salazar in de televisieserie Fear the Walking Dead. In 2015 nam hij een Latin Grammy-award in ontvangst voor zijn album Tangos. 
In 2018 verschenen de documentaire Yo no llamo Rubén Blades (Rubén Blades is not my name) en het live-album Una Noche Con Rubén Blades dat werd opgenomen met het Jazz at Lincoln Center Orchestra onder leiding van trompettist Wynton Marsalis. Naast salsanummers werden er ook jazzklassiekers vertolkt. Op 15 juli 2018 kwam Blades naar het North Sea Jazz Festival met de bigband van Roberto Delgado die hem dan al 22 jaar begeleidde . 
Op 16 mei 2019 ontving Blades in New York de Dorothy Height-award.
In 2021 kwam het album Salswing uit en werd Blades onderscheiden als Latin Recording Academy Person of the Year.
In 2024 ontving Blades een eredoctoraat Muziek aan de Universiteit van Princeton in New Jersey.

## Persoonlijk leven
Blades is getrouwd met de Amerikaanse zangeres Luba Mason.
- Bibsys: 3034269
- Biblioteca Nacional de España: XX1040264
- Bibliothèque nationale de France: cb139251706 (data)
- Catàleg d'autoritats de noms i títols de Catalunya: 981058519551406706
- Gemeinsame Normdatei: 129951102
- International Standard Name Identifier: 0000 0001 2321 1968
- Library of Congress Control Number: n83217214
- MusicBrainz: f050673a-dfb3-4200-b057-bf78213de36c
- Nationale Bibliotheek van Tsjechië: xx0078061
- Nationale Bibliotheek van Israël: 987007429388305171
- Nederlandse Thesaurus van Auteursnamen: 073375276
- Réseau des bibliothèques de Suisse occidentale: 02-A003011317
- Système universitaire de documentation: 149855826
- Virtual International Authority File: 85813475
- WorldCat: E39PBJy8tpwDbRXWrfFCFmBpT3